# Stadsgracht (Bolsward)
De Stadsgracht (Fries: Stêdsgrêft), ook wel Turfgracht genoemd, is een gracht in de Hanzestad Bolsward in de Friese gemeente Súdwest-Fryslân.
De Stadsgracht loopt rondom de oude binnenstad. Binnen de gracht in het centrum bevinden zich nog kleine binnenstadsgrachten. Diverse kanalen waaronder de Bolswardertrekvaart, de Nauwe Gracht (Witmarsumervaart), Het Kruiswater monden uit in de Stadsgracht. Buiten Bolsward bij de A7 splitst Het Kruiswater zich uit in de Workumertrekvaart en in de Wijmerts.
Per 15 maart 2007 is de officiële benaming van de gracht Stadsgracht, daarvoor Turfgracht.

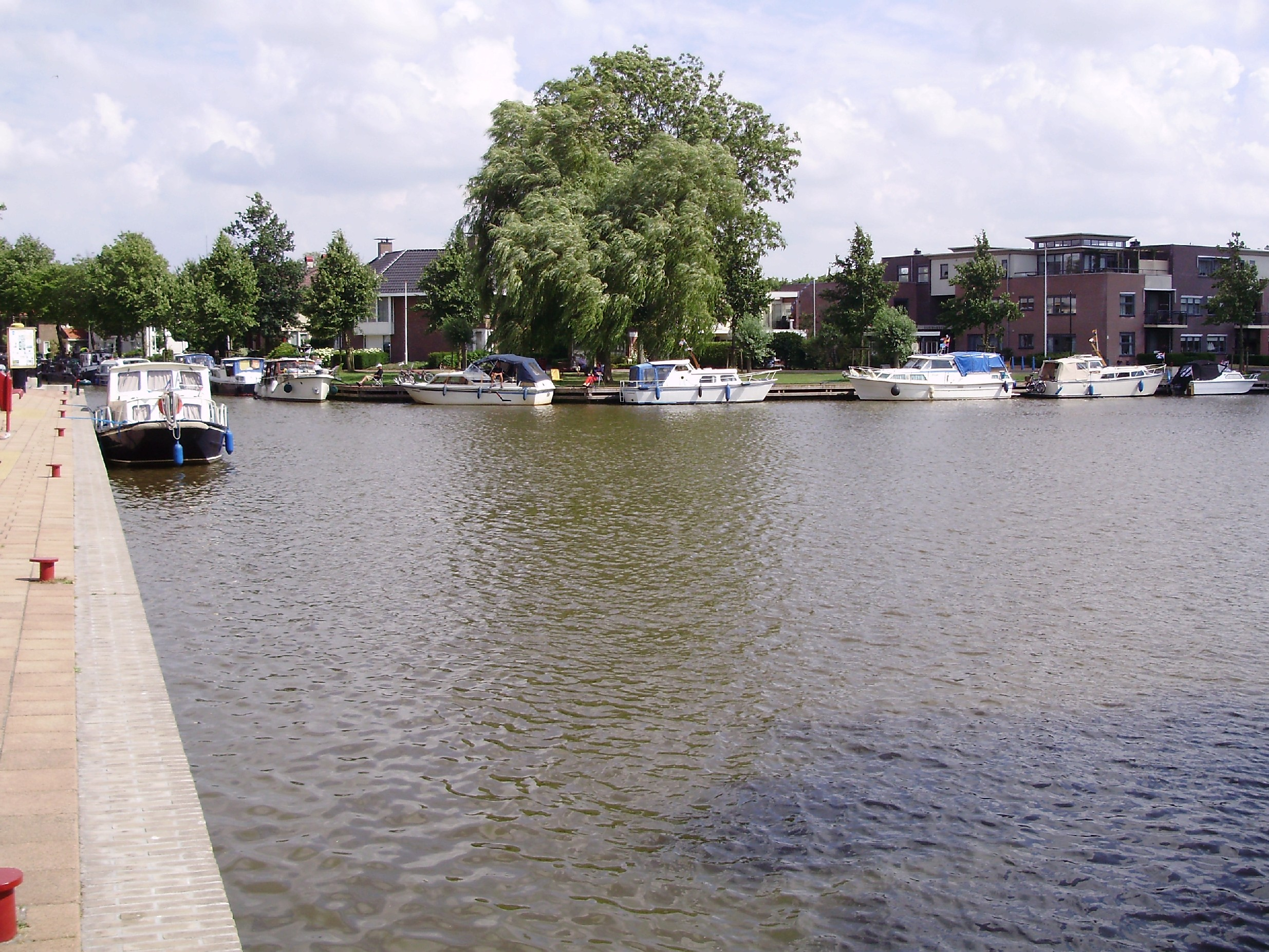
De Stadsgracht bij Het Kruiswater in Bolsward (2008)

Zwette · Stadsgracht (Sneek) · Geeuw · Wijddraai · Wijde Wijmerts · Nauwe Wijmerts · Noorder Ee · Ee (Woudsend) · Slotermeer · Slotergat · Slotermeer · Luts · Van Swinderenvaart · Spookhoekstervaart · Rijstervaart · Oud-Karre · Johan Frisokanaal · Morra · Johan Frisokanaal · Noorderdijkvaart · Het Wijd · De Gronzen · Indijk · Zijlroede (Hindeloopen) · Oude Oostervaart · Dijkvaart · Horsa · Burevaart · Diepe Dolte · Workumertrekvaart · Het Kruiswater · Stadsgracht (Bolsward) · Witmarsumervaart · Harlingervaart · Bolswardervaart · Zuidoostersingel · Noordoostersingel · Noordergracht (Harlingen) · Van Harinxmakanaal · Sexbierumervaart · Noordergracht (Franeker) · Dongjumervaart · Ried · Berlikumerwijd · Moddergat · Wierzijlsterrak · Blikvaart · Zuidhoekstervaart · Ouwe Rij · Leistervaart · Finkumervaart · Dokkumer Ee · Het Kleindiep · Dokkumer Ee · Oudkerkstervaart · Murk · Ouddeel · Bonkevaart (finish)